# MuLinux
 (mars 2023).
MuLinux est une distribution Linux légère conçue pour permettre l’utilisation de matériel ancien (compatibles 80386, 80486 et Pentium Pro produits entre 1986 et 1998). Elle peut servir de serveur ou de station de travail textuelle et s’appuie sur un Système d’exploitation de type UNIX. Le projet, disponible en italien et en anglais, était maintenu par Michele Andreoli, professeur de mathématiques et de physique. Ses objectifs incluaient la réutilisation de machines jugées obsolètes, l’éducation, la recherche forensique et la vulgarisation de systèmes Linux.
La dernière mise à jour date de 2004, lorsque le développement de ce « Linux-on-a-floppy » a pris fin.
En 2004, le critique Paul Zimmer déclare : « Bien qu'il existe plusieurs autres distributions Linux à disquette unique, aucune ne peut égaler la combinaison étendue et unique de fonctionnalités utiles de MuLinux. »

## Nom
Le nom MuLinux fait référence à la lettre grecque mu (Μ, μ), symbole SI désignant un millionième, en allusion à la très petite taille de ce système d’exploitation.

## Conception minimaliste
MuLinux était basé sur le noyau Linux 2.0.36. Son développement s’est interrompu en 2004, à la version 14r0. Cette distribution utilisait des paquets et du code datant de 1998, privilégiés en raison de leur petite taille. Une version expérimentale et instable, appelée Lepton, intégrait le noyau 2.4.

## Installation
MuLinux pouvait être démarrée ou installée sur un disque dur d’ordinateur ancien à partir de disquettes. L’obtention d’un serveur réseau fonctionnel de type UNIX avec un shell Unix ne requérait qu’une seule disquette. Une disquette supplémentaire ajoutait des fonctionnalités de poste de travail ; une troisième proposait une interface graphique héritée X Window VGA. Selon une critique : « Ce n'est pas magnifique, mais tout le sous-système X tient sur une seule disquette. Egad. » Il était également possible d’installer MuLinux via une archive auto-exécutable sur une ancienne partition DOS ou Windows 9x (umsdos), sans affecter l’OS déjà installé. S’il y avait un lecteur de disquette disponible, le système pouvait fonctionner sans CD-ROM ni autre disque,.

## Fonctionnement
Conçu de manière minimaliste, MuLinux était un système mono-utilisateur ; toutes les opérations étaient exécutées par l’utilisateur root. Il utilisait le système de fichiers ext2 (plutôt que Minix, plus lent et présent dans d’autres distributions à disquette unique). Ce système était stable et fonctionnel pour la manipulation textuelle de fichiers, la mise en ligne de pages Web légères ou le courrier électronique, il pouvait également servir de très petit système embarqué.

## Usages
MuLinux était parfois installé par des utilisateurs Windows pour se familiariser avec les commandes et la configuration d’un système de type Unix avant de migrer vers une distribution Linux plus complète ou vers BSD. Son développeur rappelait toutefois qu’il ne fallait pas s’en servir pour évaluer la qualité globale de l’open source. Un système d’aide en ligne léger, rédigé en anglais, proposait une initiation à UNIX, avec un ton qualifié d’« humoristique » et de « fracturé ». L’environnement offrait notamment des boîtes de dialogue « au style enjoué ».

## Configuration
MuLinux était conçu pour fonctionner sur de nombreux ordinateurs déclarés obsolètes, pourvu qu’ils disposent d’un minimum de ressources. Par exemple :
- 4 Mo de RAM suffisaient pour un fonctionnement à partir d’un disque dur ;
- 16 Mo de RAM étaient recommandés pour un démarrage depuis disquette (avec un minimum possible de 8 Mo au prix de certaines limitations) ;
- environ 20 Mo d’espace disque ;
- un processeur Intel 80386 ou plus récent.

## Paquets
MuLinux était distribué avec divers paquets, chacun tenant sur une disquette. Tous ces composants étaient optionnels, :
- SRV : logiciels de serveur (Web, courrier, Samba, etc.) ;
- WKS : logiciels de poste de travail (notamment mutt, lynx, ssh, pgp) ;
- X11 : environnement graphique VGA 16 couleurs et gestionnaires de fenêtres tels que fvwm95 ou Afterstep ;
- VNC : prise en charge du contrôle à distance ;
- GCC : compilateur C ;
- TCL : langage de script Tcl/Tk, ainsi que quelques applications X supplémentaires ;
- TEX : système de composition TeX ;
- PERL : interpréteur Perl et modules ;
- EMU : Wine et Dosemu pour l’émulation ;
- JVM : machine virtuelle Java Kaffe ;
- NS1 et NS2 : serveur SVGA X et version allégée, mais obsolète, de Netscape Navigator (en deux parties).

D’autres paquets proposés par des contributeurs externes étaient également disponibles.